# Zdzisław Orzechowski
Zdzisław Orzechowski (ur. 18 sierpnia 1919 w Lubartowie, zm. 22 października 2013) – polski specjalista w zakresie budowy i eksploatacji maszyn, prof. zw. dr inż., od 1984 członek Łódzkiego Towarzystwa Naukowego, wieloletni wykładowca akademicki Wydziału Mechanicznego Politechniki Łódzkiej.
Studia rozpoczął przed wojną na Politechnice Lwowskiej, a ukończył w 1948 na Politechnice Łódzkiej, z którą był następnie związany zawodowo (Katedra Cieplnych Maszyn Przepływowych, Katedra Mechaniki, Instytut Maszyn Przepływowych); przez pewien czas pracował również w Wyższej Szkole Pedagogicznej w Łodzi oraz w Instytucie Techniki Cieplnej w Łodzi. Doktorat uzyskał w 1960, od 1968 był profesorem nadzwyczajnym, od 1978 – profesorem zwyczajnym. Brał udział w pracach specjalistycznych gremiów Polskiej Akademii Nauk: Sekcji Spalania Komitetu Termodynamiki i Spalania, Sekcji Mechaniki Cieczy i Gazów Komitetu Mechaniki, Komisji Nauk Technicznych łódzkiego oddziału Akademii.
Był odznaczony m.in. Krzyżem Kawalerskim Orderu Odrodzenia Polski, Złotym Krzyżem Zasługi, Medalem 40-lecia PRL, medalem „Za udział w walkach o Berlin”, tytułem Zasłużonego Nauczyciela PRL. W 1977 i 1978 otrzymał nagrody resortowe II stopnia.

## Wybrana bibliografia autorska
- Badania komór spalania turbiny gazowej na stoisku doświadczalnym; wraz z W. Serwą
- Ćwiczenia audytoryjne z mechaniki płynów; wraz z Pawłem Wiewiórskim
- Mechanika płynów
- Mechanika płynów w inżynierii i ochronie środowiska; wraz z Jerzym Prywerem i Romanem Zarzyckim
- Przepływy dwufazowe: jednowymiarowe, ustalone, adiabatyczne
- Rozpylanie cieczy; wspólnie z Jerzym Prywerem
- Silniki turbospalinowe małej mocy (1963, współautor)
- Wytwarzanie i zastosowanie rozpylonej cieczy; wspólnie z Jerzym Prywerem